# Ореховец (Грчка)
Ореховец или Раховица (грч. Μαρμαράς, Мармарас) је насељено место у општини Сер у периферији Средишња Македонија, Грчка. Према попису из 2021. године било је 4 становника.
Према бугарском географу и историчару, Василу Канчову, у Ореховцу је 1900. године живело 440 Словена хришћана и 30 Аромуна. Током Другог балканског и Првог светског рата село је настрадало и већи део мештана је избегао, тако је после рата остало 36 житеља. Број становника се повећао 1928. године на 158 јер је дошло до насељавања аромунских сточарских породица. Пре Другог светског рата село је напуштено и тако је било до 1991.године када је имало 44 становника.